# Autostrade in Senegal

In Senegal sono presenti due autostrade e sono entrambe gestite dalla società Ageroute. Escluso il breve tratto che percorre il centro città di Dakar, per l'uso di tutta la rete autostradale senegalese si è soggetti a pagamento di pedaggio.
Il primo tratto di autostrada del Senegal fu la Dakar-Diamniadio. Lunga 35 km entrò in servizio nell'agosto del 2013.

## Galleria d'immagini

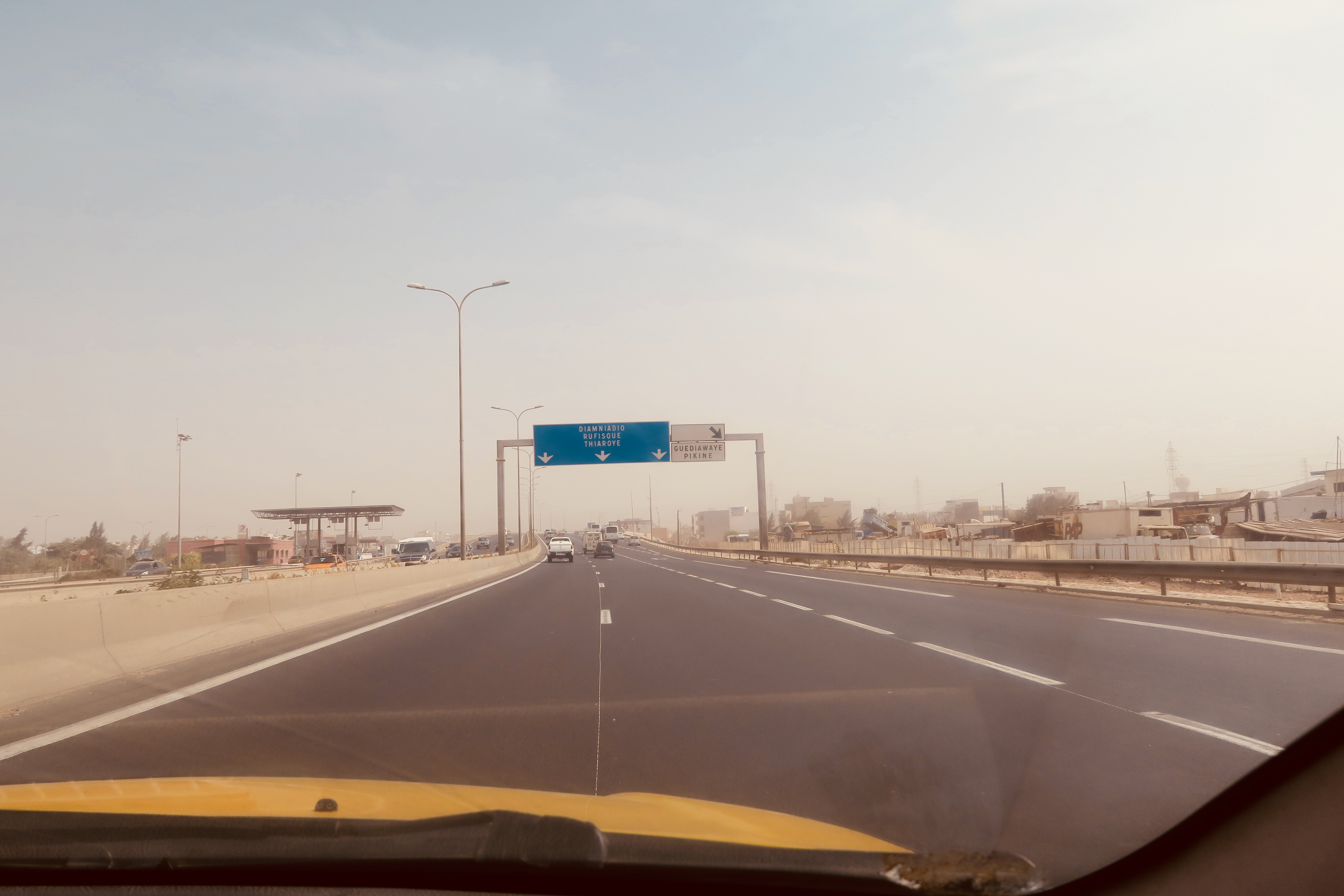
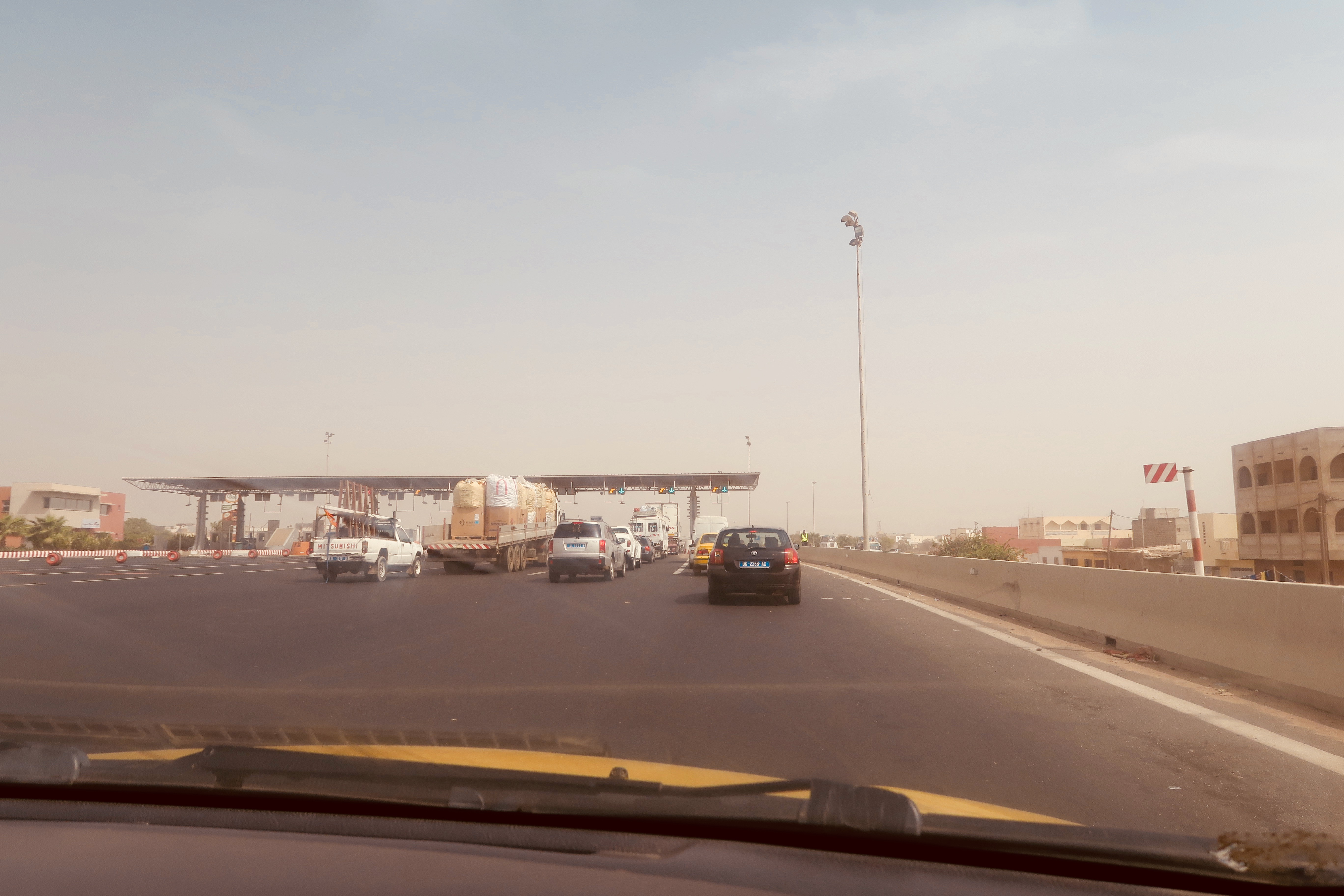
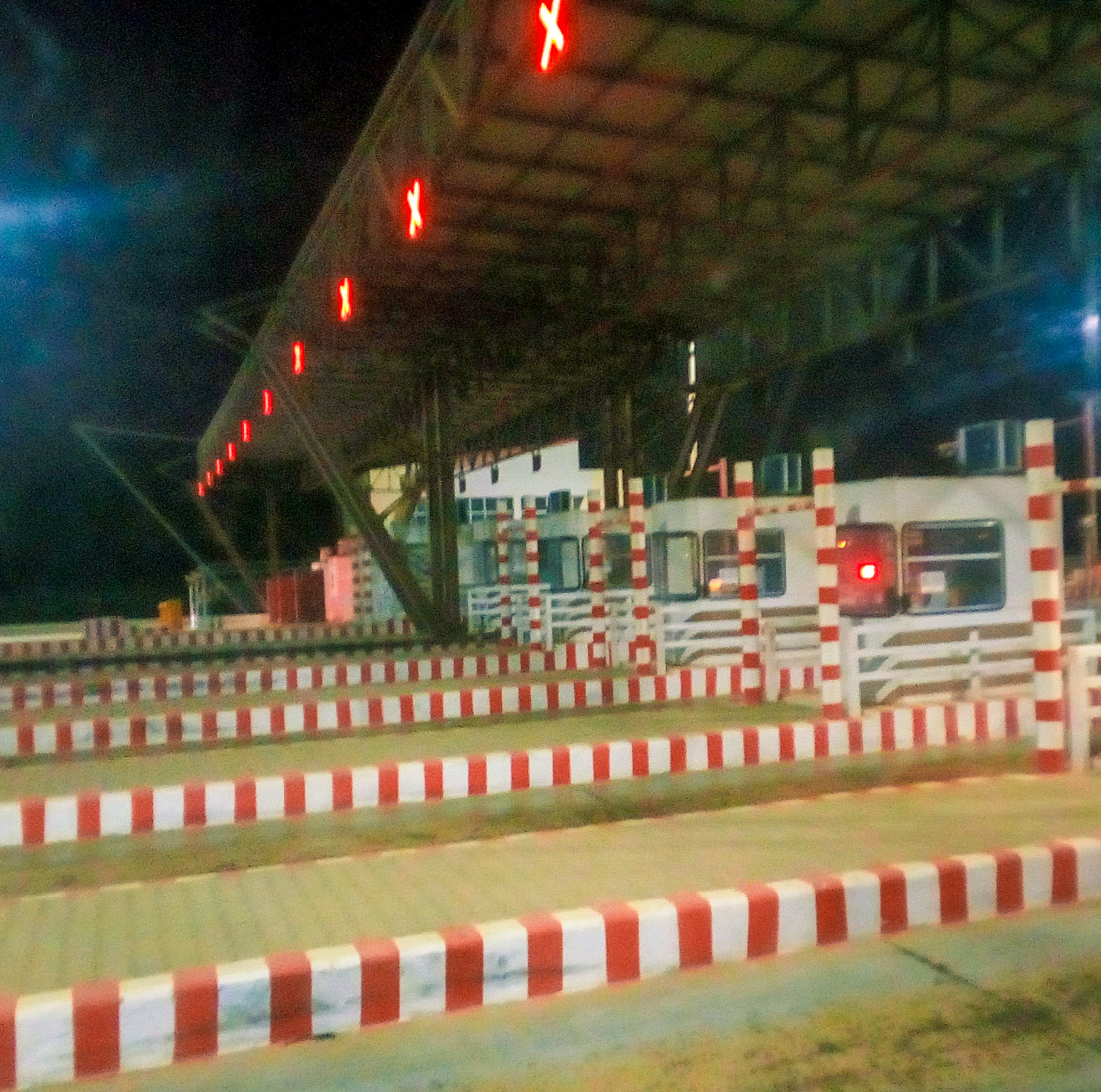

## Autostrade
Situazione nel febbraio 2021:
| Autostrada | km in esercizio | km in costruzione | km in progetto | Città servite                                                                                           |
| ---------- | --------------- | ----------------- | -------------- | --- |
| A1         | 90              | 106               |                | Dakar - Rufisque - Diamniadio - Thiès (svincolo A2) - Sinda - M'bour (in costruzione: Fatick - Kaolack) |
| A2         | 124             |                   |                | Thiès - Kolombe - Bambey - Diourbel - Mbacké - Touba                                                    |
| A3         |                 |                   | 194            | Thiès - Tivaouane - Meckhe - Kebemer - Louga - Saint-Louis                                              |
| Totale     | 214             | 106               | 194            | |